# Horné Semerovce
Horné Semerovce (em húngaro: Felsőszemeréd) é um município da Eslováquia, situado no distrito de Levice, na região de Nitra. Tem 10,09 km² de área e sua população em 2018 foi estimada em 629 habitantes.

## Demografia
| Ano:        | 1994 | 2004   | 2014   | 2024   |
| ----------- | ---- | ------ | ------ | ------ |
| Broj ljudi: | 638  | 625    | 612    | 640    |
| Razlika:    |      | -2,03% | -2,08% | +4,57% |

| Ano:               | 2023 | 2024   |
| ------------------ | ---- | ------ |
| Número de pessoas: | 633  | 640    |
| Diferença:         |      | +1,10% |